# Fort Battice

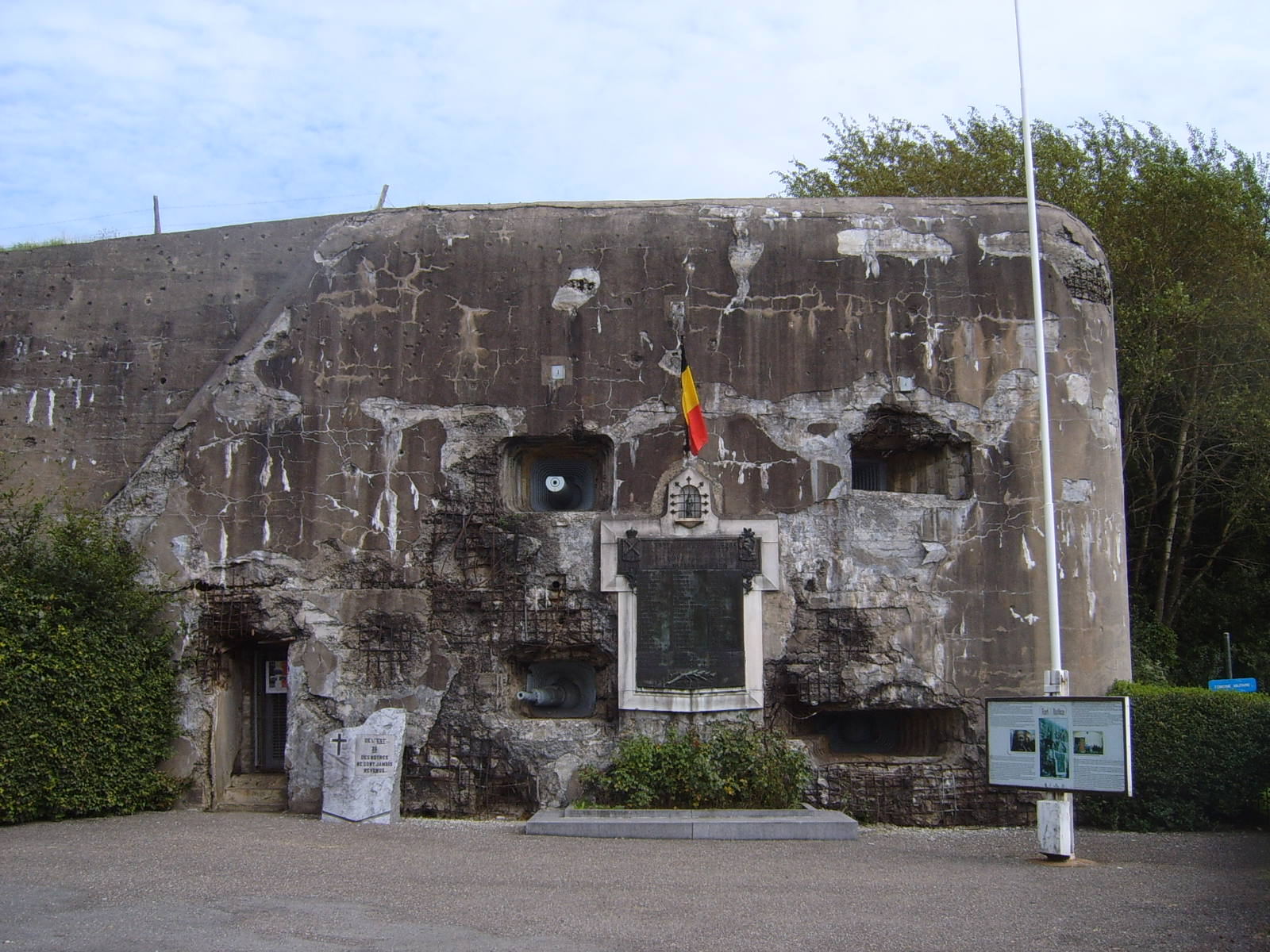
Gedenkteken bij de ingang van het fort

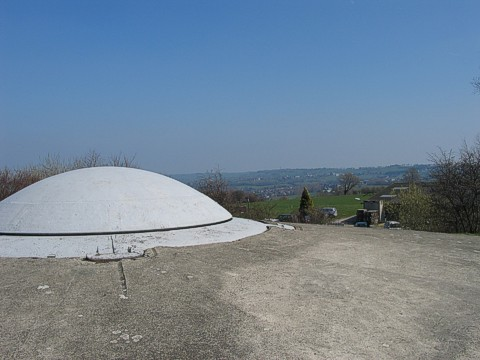
De resterende 75mm koepel Blok B.IV

Fort Battice is een fort gebouwd in 1934 en maakt deel uit van de forten rond Luik in de Belgische provincie Luik. Het is gelegen op 15 kilometer van de Duitse grens en werd als een van de primaire aanvalsplekken gezien door het Duitse leger op 10 mei 1940. Het fort gaf zich over na 12 dagen van gevechten.
Het fort is gelegen bij de plaats Battice, waar het zich midden op een heuvelrug bevindt die uitkijkt in het zuiden richting Verviers en in het noorden richting Aubel. De bouw startte in 1934 en de grootste werken waren gereed in 1937. Er waren twee grote koepels met telkens twee 120 mm-kanonnen met een bereik van ruim 17 km (ongeveer tot de Duitse grens) en drie kleinere intrekbare koepels met telkens twee 75 mm-kanonnen met een bereik van 11 km. De koepels werden elektrisch op en neer gelaten en gedraaid, het laden gebeurde manueel. Zes generatoren voorzagen het fort van energie. De kanonniers werden geleid door waarnemers in kleine bunkers rondom het fort waarmee ze via de telefoon in verbinding stonden.
Het fort gaf zich over op 22 mei 1940 nadat de bunker die de toegang in vredestijd moest dekken geraakt werd door een vliegtuigbom en van de rest van het fort was afgesneden.